# Fenoarivobe (stad)
Fenoarivobe is een stad in Madagaskar, gelegen in de regio Bongolava. De stad telt 17.567 inwoners (2005).

## Geschiedenis
Tot 1 oktober 2009 lag Fenoarivobe in de provincie Antananarivo. Deze werd echter opgeheven en vervangen door de regio Bongolava. Tijdens deze wijziging werden alle autonome provincies opgeheven en vervangen door de in totaal 22 regio's van Madagaskar.